# (463906) 2014 UR120
(463906) 2014 UR120 es un asteroide perteneciente al cinturón de asteroides, descubierto el 17 de abril de 2005 por el equipo Spacewatch desde el Observatorio Nacional de Kitt Peak (Arizona, Estados Unidos).